# GLB Hangquellmoor Siegelbach
GLB Hangquellmoor Siegelbach este o arie protejată (arie specială de conservare — SAC, sit de importanță comunitară — SCI) din Germania întinsă pe o suprafață de 8 ha, integral pe uscat.

## Localizare
Centrul sitului GLB Hangquellmoor Siegelbach este situat la coordonatele 50°45′11″N 10°44′36″E / 50.7531°N 10.7433°E.

## Înființare
Situl GLB Hangquellmoor Siegelbach a fost declarat sit de importanță comunitară în iunie 2004 pentru a proteja un număr necunoscut de specii din flora spontană și fauna sălbatică aflate în arealul zonei. Situl a fost protejat și ca arie specială de conservare în iulie 2008.

## Biodiversitate
Situată în ecoregiunea continentală, aria protejată conține 2 habitate naturale: Mlaștini turboase de tranziție și turbării mișcătoare, Mlaștini împădurite.
La baza desemnării sitului se află un număr nedeclarat de specii protejate:
Pe lângă speciile protejate, pe teritoriul sitului au mai fost identificate 1 specie de plante, 8 specii de nevertebrate.